# Aeronaves de Puerto Rico
Aeronaves de Puerto Rico fue una aerolínea puertorriquena qué voló de noviembre de 1982 a 1983. La aerolínea estuvo certificada para volar inicialmente entre  el Aeropuerto Internacional Rafael Hernandez en Aguadilla y la ciudad de Estados Unidos de Newark, New Jersey. Más tarde, comenzaron vuelos del aeropuerto internacional Luis Munoz Marin en San Juan al aeropuerto internacional John F. Kennedy en Nueva York, Nueva York, utilizando un avión jet tipo Boeing 707
Un infructuoso intento de revivir Aeronaves pero con un nombre ligeramente cambiado, "Aeronaves de P.R.", tuvo lugar durante 2003. La aerolínea no ha sido revivida desde entonces.

## Flota
- Boeing 707

### Aerolíneas con un nombre similar
- Aeronaves de México
- Aeronaves del Perú